# Hopliancistrus xavante
Espèce
Hopliancistrus xavante est une espèce de poissons de la famille des Loricariidae qui se rencontre dans les eaux douces tropicales de certaines rivières du Brésil. L’espèce a été identifiée en 2021 dans le cours supérieur du rio Xingu.

## Systématique
L'espèce Hopliancistrus xavante a été décrite en 2021 par Renildo Ribeiro de Oliveira (d), Jansen A. S. Zuanon (d), Lucia H. Rapp Py-Daniel (d), José Luís O. Birindelli (d) et Leandro Melo de Sousa (d).

## Étymologie
Son épithète spécifique, xavante, lui a été donnée en l'honneur des Xavántes, un peuple amérindien.

## Publication originale
- (en) Renildo Ribeiro de Oliveira, Jansen Zuanon, Lucia H. Rapp Py-Daniel, José L. O. Birindelli et Leandro M. Sousa, « Taxonomic revision of Hopliancistrus Isbrücker & Nijssen, 1989 (Siluriformes, Loricariidae) with redescription of Hopliancistrus tricornis and description of four new species », PLOS One, PLoS, vol. 16, no 1,‎ 2021, e0244894 (ISSN 1932-6203, OCLC 228234657, PMID 33471818, PMCID 7817055, DOI 10.1371/JOURNAL.PONE.0244894, lire en ligne).